# Susanne Winnacker
Susanne Winnacker (* 1959 in Neuenhaus) ist eine deutsche Theaterwissenschaftlerin und Regisseurin. 

## Leben
Nach dem Studium der Germanistik, Philosophie und Kunstgeschichte an der Philipps-Universität Marburg und dem Studium der Angewandten Theaterwissenschaften an der Justus-Liebig-Universität Gießen arbeitete Susanne Winnacker am Institut für Theater-, Film- und Medienwissenschaft an der Johann Wolfgang Goethe-Universität Frankfurt am Main. Hier führte sie zusammen mit Hans-Thies Lehmann einen neuen Studiengang ein. 1994 promovierte Susanne Winnacker an der Frankfurter Universität, wo sie bis 2000 als Hochschulassistentin tätig war. Gleichzeitig realisierte sie zahlreiche Projekte an der Universität, aber auch außerhalb. So war sie als freie Dramaturgin in Deutschland tätig und war 1997 Visiting Professor an der New York University. Gemeinsam mit Christine Peters und Hans-Thies Lehmann initiierte sie die Internationale Sommerakademie in Frankfurt am Main und sorgte als Projektleiterin für die Konzeption der Akademie. 
Nach 2000 arbeitete Susanne Winnacker als Cheflektorin in der Abteilung Theater und Medien im S. Fischer Verlag. Zeitgleich übernahm sie die künstlerische Leitung des dem zeitgenössischen flämischen und niederländischen Theater gewidmeten Festivals Kroonstukjes/Kronjuwelen in Münster. 
Susanne Winnacker war von 2002 bis 2005 Leitungsmitglied bei der Akademie für experimentelles Theater und Musik DasArts in Amsterdam, 2004 übernahm sie zusätzlich die Gesamtleitung des Theaterfestivals Welt in Basel. Nach 2005 folgte eine sechsjährige Tätigkeit als Stellvertretende Intendantin, Chefdramaturgin und Kuratorin für Tanz am Deutschen Nationaltheater Weimar.
Am 1. Oktober 2012 wurde Susanne Winnacker zur Rektorin der Hochschule für Musik und Theater Rostock gewählt. Zum 1. Oktober 2016 wurde sie für eine zweite Amtszeit bestätigt. Für ihre Verdienste an der Hochschule wurde ihr der Titel einer Honorarprofessorin verliehen. Seit der Spielzeit 2019/2020 ist Susanne Winnacker stellvertretende Intendantin am Schauspielhaus Bochum.